# Bodo Knappe
Bodo Knappe (* 19. Mai 1935) ist ein ehemaliger deutscher Fußballspieler, der von 1955 bis 1961 in der DDR-Oberliga, der höchsten Liga im DDR-Fußball, spielte. 1958 wurde er mit dem SC Einheit Dresden DDR-Pokalsieger.

## Sportliche Laufbahn
Vom Drittligisten Einheit Frankfurt/O. kommend, schloss der 20-jährige Bodo Kappe im Sommer 1955 dem Oberligisten SC Einheit Dresden an. Er bestritt seine ersten Oberligaspiele in der im Herbst 1955 ausgetragenen Übergangsrunde zur Umstellung auf den Kalenderjahr-Spielrhythmus nach sowjetischem Vorbild. Er war jedoch nur Ersatzspieler und kam, Verteidiger spielend, lediglich in fünf der dreizehn Spiele der Übergangsrunde zum Einsatz. Auch in den beiden folgenden Spielzeiten gelangte Knappe nicht in die Stammelf und wurde bei jeweils 26 Oberligaspielen nur sieben- bzw. zehnmal aufgeboten und spielte stets auf verschiedenen Positionen. Erst 1958 (Kalenderjahr-Spielzeit) gelang ihm der Durchbruch zum Stammspieler. Er profitierte von der langwierigen Verletzung des bisher etatmäßigen Mittelfeldspielers Heinz Nicklich und kam vom 5. Spieltag an regelmäßig in 21 Oberligaspielen zum Einsatz. Er war auch am Gewinn des FDGB-Pokals beteiligt, wurde jedoch erst zwölf Minuten vor Ende der Verlängerung eingewechselt. In den Spielzeiten 1959 und 1960 konnte Knappe seinen Stammplatz in der Oberligamannschaft behaupten, entwickelte sich dabei zum Allrounder und wurde im Bedarfsfall auch in der Abwehr bzw. im Angriff aufgeboten. 1961 wurde der DDR-Fußball wieder auf die Sommer-Frühjahr-Spielzeit umgestellt. Dazu wurden in der Oberliga vom März 1961 bis zum Juni 1962 39 Runden ausgetragen. Knappe spielte nur noch bis Juni 1961 für den SC Einheit, wurde aber nur noch sporadisch in neun Oberligaspielen eingesetzt, erzielte aber noch sein achtes Oberligator. Vor Beginn des zweiten Saisondrittels meldete das Sportecho Kappes Wechsel zum Oberligakonkurrenten SC Rotation Leipzig.
In Leipzig wurde Knappe nie in der Oberliga eingesetzt, und er wechselte zum Ende der Saison 1961/62 zum zweitklassigen DDR-Ligisten Stahl Eisenhüttenstadt. Dort konnte er in der Spielzeit 1962/63 mit 24 Einsätzen in 26 Ligaspielen wieder zum Stammspieler werden, außerdem erzielte er zwei Tore. Im Alter von 28 Jahren beendete Bodo Knappe im Sommer 1963 seine Karriere im höherklassigen Fußball. Innerhalb von acht Spielzeiten war er auf 99 Oberligaspiele mit acht Toren und 24 DDR-Liga-Einsätze mit zwei Toren gekommen.

## Familie
Bodo Knappe war mit Liane geb. Rödel, einer ehemaligen DDR-Meisterin im Tischtennis, † 2002, verheiratet. Sein Bruder Dieter Knappe, † 2002, war ebenfalls Tischtennisspieler.